# Viry-Châtillon
Viry-Châtillon är en kommun i departementet Essonne i regionen Île-de-France i norra Frankrike. Kommunen ligger i kantonen Viry-Châtillon som tillhör arrondissementet Évry. År 2022 hade Viry-Châtillon 31 112 invånare.
Staden är belägen ca 21 km söder om centrala Paris.

## Befolkningsutveckling
Antalet invånare i kommunen Viry-Châtillon
| Referens: INSEE |

## Galleri

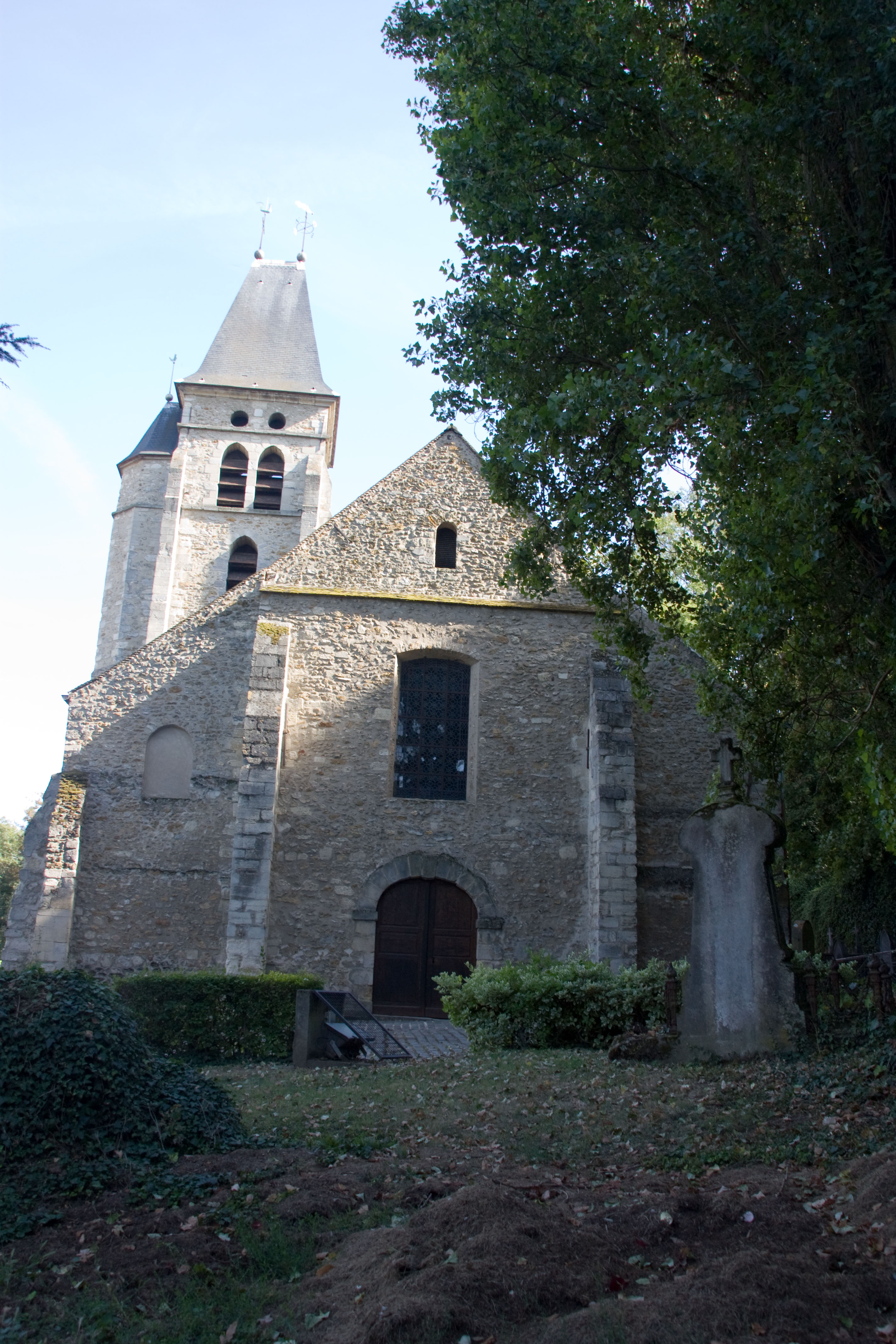
Kyrkan Saint-Denis
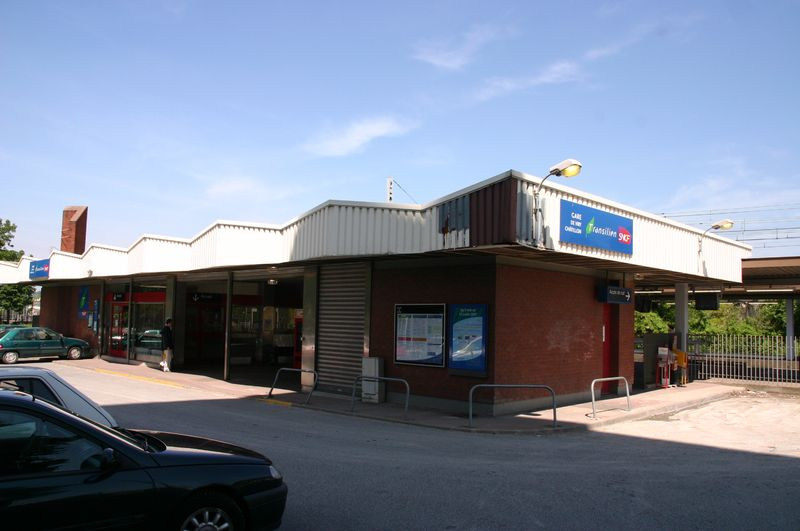
Järnvägsstationen
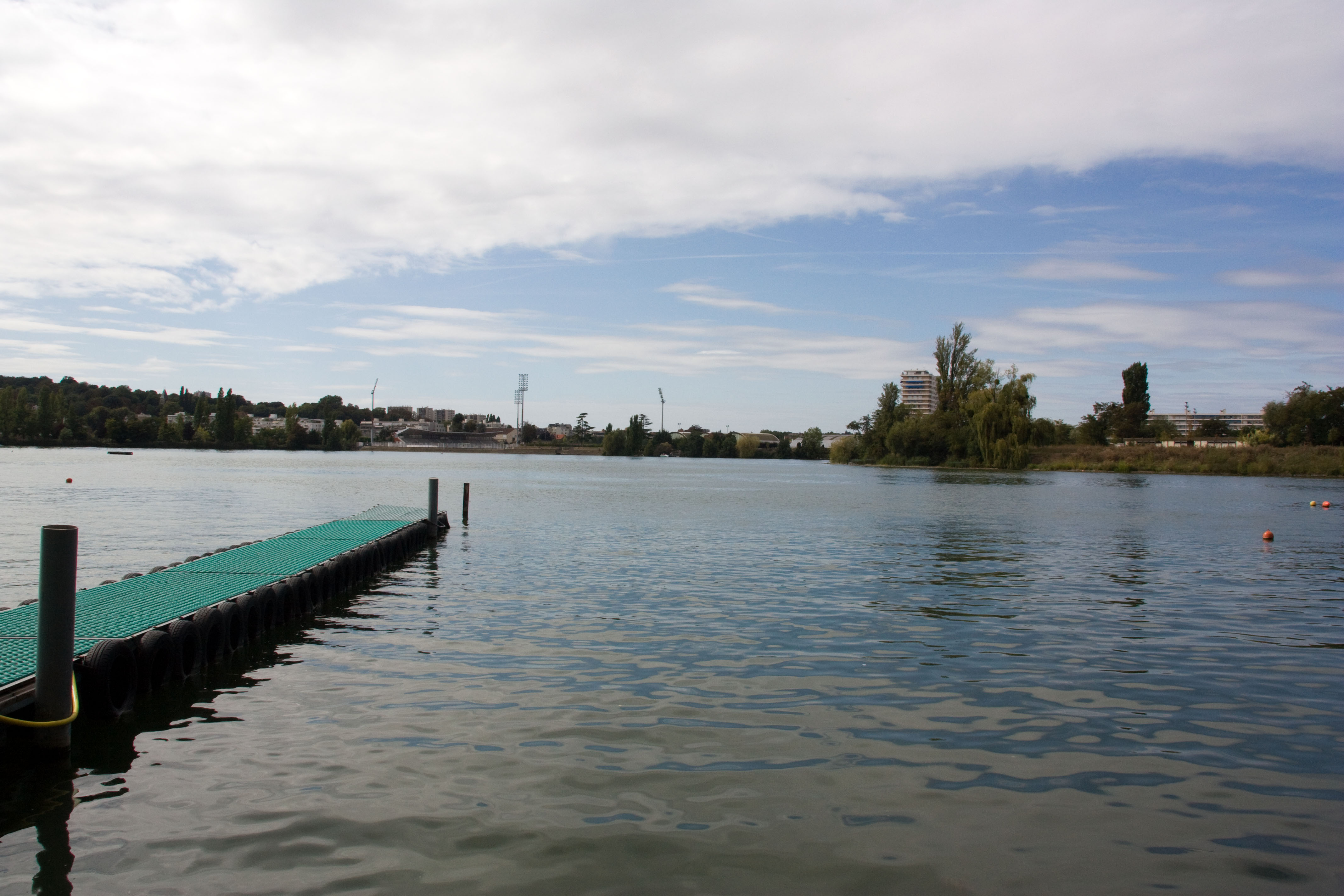
Utsikt över sjön Lac de Viry-Châtillon